# Carlos Baliño
Carlos Benigno Baliño López (Guanajay, 13 de febrero de 1848 - La Habana, 18 de junio de 1926) fue el precursor del pensamiento marxista cubano. Une dos generaciones, junto a José Martí crea el Partido Revolucionario Cubano y con Julio Antonio Mella el primer Partido Comunista de Cuba.

## Síntesis biográfica
Carlos Benigno Baliño y López nace el 13 de febrero de 1848 en Guanajay, antigua ciudad en el Occidente de Cuba que perteneció a la Provincia de  Pinar del Río a partir de 1879, actualmente en la Provincia de Artemisa. Estudió teneduría, arquitectura, ingresó en 1868 a la Academia de Pintura San Alejandro pero no terminó ninguno de estos estudios. Colaboró con artículos y poemas en El Fénix, El Alacrán y La Crítica, de Guanajay. Se traslada a los Estados Unidos después de fracasar en sus intentos de encontrar trabajo en La Habana, donde vivió en Cayo Hueso, Tampa, Nueva York y Nueva Orleáns.
En 1926 fallece por muerte natural a la edad de 78 años. El periódico El boletín en honor a su muerte dejó como epitafio para la tumba del desaparecido combatiente un artículo titulado "La caída del roble", que en uno de sus párrafos sentenció: "Los trabajadores de Cuba y especialmente los comunistas, han perdido a uno de sus mejores militantes".

## Actividad política
Entre 1868 y 1869 desarrolló la actividad revolucionaria. En Cayo Hueso fue vocal del Gremio de Escogedores, participó  en el movimiento obrero y colaboró en El Yara. En Tampa contribuyó a fundar Ibor City, fue cofundador, con Ramón Rivero, del primer gremio obrero, Caballeros del Trabajo, y fundó dos logias. 
Regresa a Cayo Hueso, donde es redactor del periódico La Tribuna del Pueblo, donde ejercía una labor de propaganda por la libertad de Cuba y de la clase obrera. Volvió de nuevo a Tampa, a fundar la logia Unión y Fraternidad. En 1892 conoce a José Martí , en Cayo Hueso y suscribe las bases y el acta de constitución del Partido Revolucionario Cubano, fundado por Martí. Fue presidente del Club Francisco Vicente Aguilera. Tomó parte activa en los clubs Enrique Roig y 10 de abril, de Tampa, fundados en enero de 1893. 
En Tampa colaboró con Pablo Rousseau en la fundación de La Nueva República (1897) y trabajó como colector o recaudador de fondos en fábricas de tabaco de Jacksonville. 
Después de todos estos años en Estados Unidos desarrolló una intensa labor de propaganda política junto a Martí y a otras figuras de la emigración, tanto en las organizaciones e instituciones que fundó como en las que colaboró, como en la prensa y en la tribuna, algunas de cuyas participaciones fueron recogidas en el Periódico Patria, fundado por Martí y donde se enriqueció con la experiencia del trabajo como obrero tabaquero.
En 1898 tras finalizar la guerra contra España retornó a Cuba. En 1902 publicó artículos en la prensa contra los abusos económicos. Por esta época continúa su actividad política, sobre todo en la organización del Partido Obrero (1904) transformado a instancias suyas en Partido Obrero Socialista y con sus trabajos en La Voz Obrera, órgano del partido, donde publica un artículo en apoyo a la revolución rusa de 1905.
En 1906 firma el acta de constitución del Partido Socialista de Cuba, surgido de la refundición del Partido Obrero Socialista y de la Agrupación Socialista Internacional, creada también con su contribución. Siendo miembro de la Agrupación Socialista de La Habana, en 1910 llega a tomar su presidencia sustituyendo a  Ramón Belmonte, después que fueron expulsados del país los obreros más destacados en la Huelga del Alcantarillado de La Habana.
Colabora por esta época en El Socialista, órgano de la referida Agrupación. Colaboró, además de en las publicaciones ya mencionadas, en El Productor, El Obrero Cigarrero, Justicia y Lucha de Clases, del que fue también director. A partir de 1919 contribuye a reorganizar los pequeños grupos socialistas en agrupaciones comunistas.
En 1922 ocupó la dirección de Espartaco, el cargo de corrector de pruebas del Boletín del Torcedor y de la revista Juventud, dirigida por Julio Antonio Mella, a quien había conocido ese mismo año en la imprenta en que se editaban ambas publicaciones. Fundó junto a Mella  y otros militantes en 1925 el Partido Comunista. Además de sus discursos y de sus trabajos de propaganda en la prensa, cultivó el cuento.
Baliño murió el 18 de junio de 1926, en La Habana, Cuba.